# Playa de Tablizo
La Playa de Tablizo está en el concejo de Valdés, en el occidente del Principado de Asturias (España) y pertenece al pueblo de Tablizo. Forma parte de la Costa Occidental de Asturias y está enmenmarfcada en el Paisaje Protegido de la Costa Occidental de Asturias.

## Descripción
Su forma es recta, tiene una longitud de unos 230 m y una anchura media de 15 m. El entorno es prácticamente virgen y una peligrosidad media. El lecho es mixto y está formado por pizarra y zonas de arenas feldespáticas de color tostado y grano medio. La ocupación y urbanización son escasas.
El acceso a esta playa tiene una cierta complicación: En primer lugar se debe localizar el pueblo de «Tablizo» y, además, la playa se encuentra muy cercana al cabo Busto. Desde la parte más occidental de Tablizo sale un camino de tierra que conduce a la playa. Para ello hay que dejar atrás las vías del ferrocarril y a unos 200 m del cartel indicador del pueblo hay que recorrer unos 900 m por una pista que suele estar inundada en su último tramo por un arroyo muy caudaloso.
La playa tiene una desembocadura fluvial y un pedrero de unos 200 m en su parte más occidental que solo es accesible en bajamar. Suele anidar en esa playa una buena bandada de cormorán moñudo. La playa carece de cualquier servicio siendo las actividades más recomendadas la pesca deportiva a caña y la submarina. Hay que tomar precauciones en las zonas de la playa que tienen barro por los posibles resbalones y caídas sobre la roca.